# Theo Para
Theo Para (Paramaribo, 1954), pseudoniem van de arts Henry Does, is een Surinaams publicist. Hij schrijft in de Nederlandse taal.

## Levensloop
Para, vanaf het begin criticus van de militaire dictatuur in Suriname (1980-1987), verliet zijn geboorteland na de standrechtelijke executie van vijftien prominente voorvechters van de democratie op 8 december 1982 in Bastion Veere van Fort Zeelandia (Paramaribo), de zogeheten decembermoorden. Onder de slachtoffers was zijn collega-publicist en vriend Bram Behr.
Para zette zijn publicistische opstand tegen de dictatuur en straffeloosheid in Suriname voort in Aruba en Nederland. Hij had als jong communist gerebelleerd tegen de militaire dictatuur, later bekritiseerde hij ook het totalitaire en gewelddadige aspect van het communisme en ontwikkelde hij zich tot humanistisch essayist. Hij schreef honderden artikelen, columns en essays waarin de onschendbaarheid van de menselijke waardigheid, de democratische rechtsorde en sociale rechtvaardigheid belangrijke thema’s vormen.
Does is getrouwd met de journaliste, schrijfster en documentairemaakster Ida Does - Chin-A-Loi.